# 世界から希望が消えたなら。
『世界から希望が消えたなら。』（せかいからきぼうがきえたなら。）は、幸福の科学出版製作による2019年10月18日公開の実写日本映画。

## 概要
幸福の科学の劇場映画としては第17作。幸福の科学総裁の大川隆法が製作総指揮で、プロデューサーの一人竹内久顕が主演。配給は日活、配給協力は東京テアトル。2004年5月大川隆法に実際に起きた死の淵から復活した奇跡の事態を描いている。
2019年2月28日、映画情報がマスコミリリースされ、監督や主要キャストが公表される。
2019年4月24日、映画公開日が決定し、キャストの追加発表、イメージソング等の情報も公表。

### 封切・公開
日本では、全国210館で公開。ただし、イオンシネマ系では一週間遅れで上映開始のところが多い。初日舞台あいさつは、10月18日シネマート新宿で開催された。また北米でも同時公開された。
初日舞台あいさつでは、主演の竹内久顕、主人公を支える秘書を演じた千眼美子、主人公の母親・芦川よしみ、主人公の担当医を演じた大浦龍宇一、本作の監督の赤羽博の5人が登壇して、撮影エピソードなどを披露した。ダイジェスト動画も公開。
スポーツ報知、日刊スポーツ、デイリースポーツ、東京スポーツ、などでも報道された。

### 映画動員ランキング
興行通信社調べによる日本全国週末映画動員ランキング
- 第1週目、2019年10月19日・20日で、第4位[13]。
- 第2週目、10月26日・27日で、第3位[14]。
- 第3週目、11月2日・3日で、第5位[15]。
- 第4週目、11月9日・10日で、第8位[16]。

## ストーリー
30歳で務めていた総合商社を退社し、自ら構築した独自の思想を世に問い、書籍を多数出版していた御祖 真（みおや まこと）は、ベストセラー作家となり、自ら出版社を経営する人物となっていた。妻や3人の子供にも恵まれ充実した日々を過ごしていた彼には、誰にも言えない“秘密”があった。
5月のある日、勤務先からの帰宅途中に胸の苦しみを感じた真は、外の空気を吸うために送迎車から降り、庭園を散歩する。そこでは結婚式が行われていた。その式の様子から娘の将来の花嫁姿を思い浮かべた矢先、激しい心臓発作に襲われその場に倒れてしまう。意識を失いかけた真の手には、トルストイ著『復活』が握られていた。緊急搬送された病院で医師から告げられたのは、無常にも“死の宣告”だった。真の体を診察した医師は、心筋梗塞で真の心臓が動いていないのに生きていることに驚く。そして医師の予想をうらぎり、順調に回復してゆくのだった。「自分の体や周りの環境は、自らの心が創ってゆく」という自ら構築した独自の思想を、まさに自分の身体で実証してしまうことになった。これを機に、真は自己の独自の思想を世に広め、救世主となる事業を進めてゆく。

## 登場人物・キャスト
御祖 真
演 - 竹内久顕
エリート商社マンとして海外でも活躍していたが、30歳で独立。現在は、ベストセラー作家であり、自ら設立した出版社「黄金出版」を経営している。

藤坂 沙織
演 - 千眼美子
黄金出版の社員で、真の秘書。入社する前から真の著作のファンであった。

御祖 磯子
演 - さとう珠緒
真の妻。東北の開業医の家庭に生まれ育つ。結婚相談所の紹介で真と知り合い、そして結婚する。しかし、真の入院と医師からの“死の宣告”にうろたえてしまう。回復してゆく真の奇跡が受け止められず、夫婦の齟齬が始まり、やがて真のもとを去る。
御祖 みき
演 - 芦川よしみ
真の母親。
御祖 正
演 - 石橋保
真の父親。
御祖 玉美
演 - 木下渓
真の長女。中学2年生ながらしっかり者。
桃山医師
演 - 田村亮
御祖真が緊急搬送された病院の医師。虎川医師の上司。
虎川医師
演 - 大浦龍宇一
御祖真が緊急搬送された病院の医師。搬送されてきた御祖真を診察し、心筋梗塞で心停止なのに生きて歩き回る姿に驚愕する。
結婚相談所職員
演 - 小倉一郎
真と磯子を紹介するが、あとでマッチングのミスに気付くのだが放置した。
新聞記者
演 - 河相我聞
真にベストセラー作家としてのインタビュー記事を書くため面談するが、病気直しのことを疑問に思う。
病院の医師
演 - 田中宏明

結婚式の新郎
演 - 青木涼
御祖 英一
演 - 阿部司雄
真の長男。高校1年生。母親磯子から勉学の努力が足らないと叱責を受けて、次第に反抗的な性格となってゆく。
御祖 鶴男
演 - 須藤隆文
真の次男。小学6年生。進路に悩んでいる。学校のクラスでいじめにあう。

## 用語
復活
レフ・トルストイの長編小説。

## スタッフ
- 製作総指揮：大川隆法
- 監督：赤羽博
- 総合プロデューサー：竹内久顕、佐藤直史 (IRH Press Co., Ltd)
- プロデューサー：三觜智大、樅山英俊、打樋洋一 (HS Productions,LLC)
- ラインプロデューサー：高橋政彦
- 脚本原案：大川隆法
- 脚本：大川咲也加
- 脚本協力：赤羽博、大川直樹
- 音楽：水澤有一（MIZ Music Inc.)
- 撮影：木村弘一 (J.S.C.)
- 照明：椎野茂
- 美術：北谷岳之
- 録音：佐藤公章
- 編集：神崎亜那
- 装飾：東克典
- VFXスーパーバイザー：立石勝、平興史
- 衣装：高橋菜摘
- ヘアメイク：小野かおり
- 整音：石貝洋
- サウンドデザイン：石井和之
- 音響効果：楳内日呂睦
- スクリプター：今井文子
- 監督補：小松真一
- 助監督：八神隆治
- スケジューラー：細川光信
- 制作担当：高橋喜久雄
- プロダクション・スーパーバイザー
- 製作：幸福の科学出版
- 製作協力：ARI Production、ニュースター・プロダクション
- 制作プロダクション：ジャンゴフィルム
- 配給：日活
- 配給協力：東京テアトル

## 受賞・評価
9カ国、42冠
- CKF国際映画祭 2020年度 最優秀長編作品賞
- フリックス・マンスリー映画祭 2020年度 最優秀外国語映画賞
- フリックス・マンスリー映画祭 2020年度 純最優秀主演男優賞
- ハリウッド・ノース映画賞 2020年度最優秀VFX＆カラー賞
- フローレンス映画賞 2020年度長編部門名誉賞
- ロンドン・インディペンデント映画賞 2020年1月度 長編外国語作品賞
- ゴールド映画賞 2019年9～11月度 最優秀外国語映画賞
- オニロス映画賞 2019年11月度 最優秀長編作品賞、最優秀監督賞、最優秀新人俳優賞
- フリックス・マンスリー映画祭 2019年11月度 最優秀外国語映画賞、最優秀主演男優賞
- 第7回アンタキヤ国際映画祭 最優秀女優賞（対象：木下渓）
- 第7回アンタキヤ国際映画祭 最優秀編集賞
- 五大陸国際映画祭 2019年12月度 最優秀長編美術監督賞、最優秀長編VFX賞
- ベスト・アクター・アワード 2019年9〜10月度最優秀初主演男優部門プラチナ賞
- マンスリー映画祭 2019年10月度予告編賞
- ゴールデン・アース映画賞 2019年9月度 脚本賞
- サンディエゴ国際映画祭 2019年ワールド・プレミア 公式選出作品
- ヒーロー国際映画フェスティバル 2019年公式選出作品
- マドリード国際映画祭 2019年 外国語映画部門 最優秀監督賞
- バルセロナ国際映画祭 2019年 物語部門カステル賞
- インディ・ビジョンズ映画祭  2019年 7月度物語部門の賞
- ダイヤモンド映画祭2019 7月度 物語部門の賞
- フローレンス映画賞 2019年7月度 脚本賞
- フローレンス映画賞 2019年7月度 ⻑編部門名誉賞
- フェステジャス映画祭 2019 8月度 最優秀原作賞
- フェステジャス映画祭 2019 8月度 最優秀作品賞
- フェステジャス映画祭 2019 8月度 最優秀長編物語賞
- フェステジャス映画祭 2019 8月度 最優秀インスピレーション賞
- コルカタ国際カルト映画祭 物語部門功労賞
- CKF国際映画祭 最優秀海外主演男優賞
- ザ･サウス国際映画芸術祭2019 8月度 長編部門最優秀ファンタジー賞
- アウェアネス映画祭2019 功労賞
- ザ･サウス国際映画芸術祭2019 8月度 長編部門名誉主演男優賞
- ザ･サウス国際映画芸術祭2019 8月度 長編部門名誉プロダクション賞
- ザ･サウス国際映画芸術祭2019 8月度 長編部門名誉監督賞
- ザ･サウス国際映画芸術祭2019 8月度 長編部門名誉脚本賞
- ザ･サウス国際映画芸術祭2019 8月度 長編部門名誉オリジナル楽曲賞
- ザ･サウス国際映画芸術祭2019 8月度 長編部門名誉美術監督賞
- ザ･サウス国際映画芸術祭2019 8月度 長編部門最優秀VFX賞

## 主題歌・挿入歌など
- 主題歌「新復活」

作詞・作曲：大川隆法
編曲：水澤有一
歌：竹内久顕
- イメージソング「もう一度だけ」

作詞・作曲：大川隆法
編曲：大川咲也加、水澤有一
歌：大川咲也加
- 挿入歌「Immortal Hero 不死身の英雄」

作詞・作曲：大川隆法
編曲：水澤有一
歌：TOKMA
- 挿入歌「強くなりたい」

作詞・作曲：大川隆法
編曲：水澤有一
歌：芦川よしみ

## 音楽ソフト
- CD『新復活』

収録曲：1. 新復活、2. 新復活 (Instrumental)
収録時間：7分58秒 ×2
レーベル：ARI MUSIC
型番： C 475
発売日：2019年7月5日
EAN 4582316051182、JAN 4582316051182、ASIN B07SJGKTPW
- CD『もう一度だけ』

収録曲：1. もう一度だけ、2. もう一度だけ (Instrumental)
収録時間：6分28秒 ×2
レーベル：幸福の科学出版
型番： C 474
発売日：2019年5月14日
EAN 4582316051175、JAN 4582316051175、ASIN B07QWNQT8D
- DVD『もう一度だけ』MV

収録曲：1.もう一度だけ ミュージックビデオ
レーベル：幸福の科学出版
型番： K 1234
発売日：2019年7月5日
EAN 4582316051205、JAN 4582316051205、ASIN B07SLMZCKS
- CD『Immortal Hero 不死身の英雄』

収録曲：1. Immortal Hero 不死身の英雄、2. Immortal Hero 不死身の英雄 (Instrumental)
収録時間：8分4秒 ×2
レーベル：幸福の科学出版
型番： C 476
発売日：2019年7月5日
EAN 4582316051199、JAN 4582316051199、ASIN B07SJGN6YN
- CD『映画「世界から希望が消えたなら。」オリジナル・サウンドトラック』

収録内容：Disc2枚組、全34曲
〔Disc1〕5曲、全曲：作詞・作曲：大川隆法
1. 新復活　　　　　　　　　　　　　　7:59
2. もう一度だけ　　　　　　　　　　　6:29
3. Immortal Hero 不死身の英雄　　 　8:05
4. 強くなりたい　　　　　　　　　　　7:47
5. Immortal Hero 不死身の英雄 -another version- 8:05
〔Disc2〕29曲、作曲：水澤有一
1.　夜明け～一条の光～　　　　　　　 1:19
2.　沙織のテーマ　　　　　　　　　　 1:33
3.　御祖家の朝　　　　　　　　　　　 1:32
4.　真の日常　　　　　　　　　　　 　0:28
5.　この世ならざる存在　　　　　　　 0:11
6.　霹靂～試練の時～タイトル 　　　　4:43
7.　悲しみの中で　　　　　　　　　　 2:30
8.　すれ違う心　　　　　　　　　　 　2:06
9.　反省と感謝　涙とともに　　　　　 3:07　
10.　回り始めた歯車　　　　　　　　　0:39
11.　磯子との出会い　　　　　　　　　1:58
12.　父の眼差し　　　　　　　　　　　3:27
13.　復活への序曲　神秘の光　　　　　3:22
14.　決意　復活へ　　　　　　　　　　1:20
15.　信仰の奇跡　我が家に帰る　　　　1:00
16.　家族団欒　　　　　　　　　　　　1:20
17.　不惜身命のテーマ～沙織のテーマ　3:52
18.　不死身の英雄　　　　　　　　　　2:29
19.　祈りの力　光の奇跡　　　　　　　1:28
20.　真理への確信　　　　　　　　　　0:13
21.　やむにやまれぬ思い　　　　　　　2:34　
22.　信仰の奇跡　　　　　　　　　　　2:20　
23.　法輪、転ず　　　　　　　　　　　0:31
24.　鶴男の苦しみ　　　　　　　　　　1:29
25.　対決～降魔　　　　　　　　　　　0:42　
26.　家族 それぞれの決断　　　　　　 3:57
27.　不退転の時～離別　　　　　　　　0:58
28.　新たな旅立ち　　　　　　　　　　1:29
29.　主の愛　不惜身命　　　　　　　　3:29
レーベル：発刊元 幸福の科学出版
型番： C 481
発売日：2019年9月18日
EAN 4582316051281、JAN 4582316051281、ASIN B07VYCQZ8K

## 映像ソフト
- Blu-ray 映画『世界から希望が消えたなら。』

収録内容：1. 本編映像 118分、日本語字幕・英語字幕、英語吹替え付、音声ガイド対応
2. 予告編映像：90秒、60秒、15秒、海外版 103秒
3. 劇場公開初日 舞台あいさつ映像：9分49秒
4. マドリード国際映画祭速報 Vol.1：2分34秒
5. サンディエゴ国際映画祭速報 Vol.2：3分27秒
6. アウェアネス・サンディエゴ国際映画祭速報 Vol.3：4分22秒
7. サンディエゴ国際映画祭ワールド・プレミアム速報 Vol.4：5分5秒
8. 主題歌「新復活」イメージソング「もう一度だけ」CM映像：26秒／30秒
9. 主題歌「新復活」特別動画：2分59秒
10. WEB特別CM映像：4タイプ
発刊元 幸福の科学出版
型番： K 1253
発売日：2020年5月14日
EAN 4582316051403、JAN 4582316051403、ASIN B0877BBXB1
ISBN 978-4-8233-0163-6
- DVD 映画『世界から希望が消えたなら。』

収録内容：上記 Blu-ray版と同じ
発刊元 幸福の科学出版
型番： K 1252
発売日：2020年5月14日
EAN 4582316051397、JAN 4582316051397、ASIN B0877GHKXM
ISBN 978-4-8233-0162-9
- 映像配信、各種動画配信サイトにて配信あり。

ASIN B088CMTKZZ - Amazon Prime